# Образцов, Александр Николаевич
Александр Николаевич Образцов (род. 1960) — советский и российский тренер по самбо и дзюдо. Заслуженный тренер РСФСР.

## Биография
Александр Образцов родился 27.10.1957 года в Коми АССР, в раннем возрасте переехал с семьёй в город Ржев, родители коренные ржевитяне. Они работали на местном ремонтно-механическом заводе. В школьные годы занимался в секции самбо городского Дворца культуры у Валерия Кудрявцева. После того как Кудрявцев уехал из Ржева, Образцов, будучи в то время учеником девятого класса, стал тренером вместо него. В армии проходил службу в спортивной роте в Москве. Становился призёром чемпионата Вооруженных сил Советского Союза, чемпионом Бурятии, победителем ряда турниров. После демобилизации некоторое время работал на мебельном комбинате столяром, затем занялся тренерской работой. Вёл секцию самбо в ДК «Электромеханика». В 1985 году набрал первую женскую группу. В 1990 году по его инициативе в Ржеве была открыта спортивная школа с уклоном в самбо и дзюдо.
Александр Образцов работает старшим тренером-преподавателем в СДЮСШОР города Ржева. Воспитал заслуженных мастеров спорта Инну Смирнову и Наталью Павлову, 15 мастеров спорта международного класса, более 200 мастеров спорта по самбо, дзюдо, джиу-джитсу, универсальному бою и ММА. 

## Награды
- Заслуженный тренер РСФСР[1]
- Заслуженный работник физической культуры РСФСР[1]
- Отличник физической культуры и спорта[1]
- Отличник народного просвещения[1]
- Медаль ордена «За заслуги перед Отечеством» II степени[1]
- Медаль ордена "За заслуги перед Отечеством I степени"
- Почётный знак «Крест святого Михаила Тверского»[1]
- Знак «Во благо земли Тверской»[1]
- Почётный гражданин города Ржева[1][4]